# برايان مكمان
برايان مكمان هو موجه قوارب ‏ كندي، ولد في 24 يوليو 1961 في تورونتو في كندا.

## وصلات خارجية
- برايان مكمان على موقع الاتحاد الدولي للتجديف (الإنجليزية)
- برايان مكمان على موقع اللجنة الأولمبية الدولية (الإنجليزية)
- برايان مكمان على موقع أوليمبيديا (الإنجليزية)